# Liste der Einträge im National Register of Historic Places im Val Verde County
Die Liste der Registered Historic Places im Val Verde County führt alle Bauwerke und historischen Stätten im texanischen Val Verde County auf, die in das National Register of Historic Places aufgenommen wurden.

## Aktuelle Einträge
| Lfd. Nr. | Name                                      | Bild | Datum der Eintragung | Adresse/Lage                                                     | Ort      | ID       | Beschreibung |
| -------- | ----------------------------------------- | ---- | -------------------- | ---------------------------------------------------------------- | -------- | -------- | ------------ |
| 1        | Cassinelli Gin House                      |      | 4. Sep. 1986         | Corner of Pecan and Academy Sts.                                 | Del Rio  | 86002188 |              |
| 2        | Del Rio Cemeteries Historic District      |      | 11. Juli 2003        | Roughly bounded by W 2nd St., Johnson Blvd., and St. Peter’s St. | Del Rio  | 03000664 |              |
| 3        | Lower Pecos Canyon Archeological District |      | 31. März 1971        | Address Restricted                                               | Comstock | 71000966 |              |
| 4        | Mile Canyon                               |      | 15. Okt. 1970        | Address Restricted                                               | Langtry  | 70000773 |              |
| 5        | Rattlesnake Canyon Site                   |      | 28. Sep. 1971        | Address Restricted                                               | Langtry  | 71000968 |              |
| 6        | San Felipe Creek Archeological District   |      | 16. Okt. 1974        | Address Restricted                                               | Del Rio  | 74002096 |              |
| 7        | Seminole Canyon Archeological District    |      | 25. Jan. 1971        | Address Restricted                                               | Comstock | 71000967 |              |
| 8        | Seven Mile Ranch Archeological District   |      | 16. Nov. 1990        | Address Restricted                                               | Comstock | 90001733 |              |
| 9        | Val Verde County Courthouse And Jail      |      | 18. Aug. 1977        | 400 Pecan St.                                                    | Del Rio  | 77001478 |              |
| 10       | West of Pecos Railroad Camps District     |      | 3. Apr. 1973         | Address Restricted                                               | Comstock | 73001982 |              |